# لاموسینا
لاموسینا (به لاتین: Lamosina) یک منطقهٔ مسکونی در ماداگاسکار است که در هائوته ماتسیاترا واقع شده‌است. لاموسینا ۱۱٬۵۳۴ نفر جمعیت دارد.